# 7-甲基鸟嘌呤
7-甲基鸟嘌呤（7-MeG）是甲基鸟嘌呤的同分异构体之一，化学式为C6H7N5O，其核苷称为7-甲基鸟苷，游离的7-甲基鸟嘌呤不参与核苷酸的合成，也不会直接掺入核酸中。